# .bit
.bit é um domínio de nível superior que foi criado fora do mais comumente utilizado Sistema de Nomes de Domínio (DNS) da Internet, e não é sancionado pela  Corporação da Internet para Atribuição de Nomes e Números (ICANN). O domínio .bit é servido através da infraestrutura da criptomoeda Namecoin, que atua então como um DNS descentralizado e alternativo. O uso do domínio .bit requer: ou uma cópia da blockchain do Namecoin; ou o suporte de um servidor público de DNS; ou um plugin de navegador web.
Em fevereiro de 2014, uma versão beta do plug-in FreeSpeechMe foi lançada para o Firefox, permitindo a resolução automatizada de endereços .bit, pois baixa  blockchain Namecoin e roda-a em plano de fundo.
Os servidores de DNS da OpenNIC também dão suporte à resolução de domínios .bit.